# Boeing XF6B
El Boeing XF6B-1 / XBFB-1 fue el último diseño biplano de Boeing para la Armada de los Estados Unidos. Sólo fue construido el único prototipo, Model 236; aunque voló por primera vez en 1933, chocó contra una barrera de contención en 1936 y el diseño no fue proseguido.

## Diseño y desarrollo
Ordenado por la Armada estadounidense el 30 de junio de 1931, el avión de caza era un derivado del Boeing F4B; era de construcción casi enteramente metálica, con solo las alas todavía recubiertas de tela. El avión estaba propulsado por un motor Pratt & Whitney R-1535-44 Twin Wasp de 625 hp.
La misión prevista de este diseño resultó incierta. Mientras que su ruda construcción le permitía resistir un alto número de fuerzas g, pesaba 1.680,1 kg (317,5 kg más que el F4B), y no tenía la maniobrabilidad necesaria en un avión de caza. Era, sin embargo, adecuado como caza-bombardero, y en marzo de 1934 el prototipo fue redesignado XBFB-1 en reconocimiento a sus cualidades. Aun así, se probaron varias ideas para mejorar sus aptitudes como caza, como un capó de motor mejorado, tren de aterrizaje aerodinámico, e incluso una hélice tripala (siendo estándar las hélices bipala).

## Operadores
Estados Unidos
- Armada de los Estados Unidos

## Historia operacional
Las prestaciones del Boeing XF6B se mantuvieron poco satisfactorias, por lo que la Armada estadounidense optó por el Curtiss F11C Goshawk.

## Especificaciones
Referencia datos: Angelucci, 1987. pp. 85-86.

### Características generales
- Tripulación: Uno.
- Longitud: 6,73 m
- Envergadura: 8,68 m
- Altura: 3,22 m
- Superficie alar: 23,41 m²
- Peso vacío: 1.281 kg
- Peso cargado: 1.680 kg
- Planta motriz: 1× motor radial de catorce cilindros refrigerado por aire Pratt & Whitney R-1535-44 Twin Wasp.
  - Potencia: 466 kW (625 hp)

### Rendimiento
- Velocidad nunca excedida (Vne): 322 km/h
- Velocidad crucero (Vc): 274 km/h
- Alcance: 845 km
- Régimen de ascenso: 6,04 m/s (1.190 pies/min)

### Armamento
- Ametralladoras: 

  - Dos de 7,62 mm.
- Bombas: 

  - 227 kg llevadas externamente.

### Desarrollos relacionados
- Boeing F4B

### Secuencias de designación
- Secuencia Numérica (interna de Boeing): ← 227 - 234 - 235 - 236 - 246 - 247 - 248 →
- Secuencia F_B (Cazas de la Armada estadounidense, 1922-1962 (Boeing, 1923-1962)): ← F3B - F4B - F5B - F6B - F7B - F8B
- Secuencia BF_B (Cazabombarderos de la Armada estadounidense, 1934-1937 (Boeing, 1923-1962)): BFB

### Listas relacionadas
- Anexo:Aeronaves militares de los Estados Unidos (navales)